# TM-35
La TM-35 fue una mina antitanque soviética rectangular, con cubierta metálica, usada durante la Segunda Guerra Mundial.
La mina tiene una caja de metal, que es rectangular con un asa de transporte en un lado y una gran placa de presión elevada en el centro. Suficiente presión en la placa de presión central presiona hacia abajo en un extremo de una palanca interna tipo balancín, que quita el pasador de retención de una espoleta MUV, liberando el percutor y activando la mina.
La carga principal de la mina consistía en bloques de 200 gramos de TNT empaquetados en la caja de metal.
La mina podía ser equipada con un número de dispositivos improvisados anti-manipulación utilizando la espoleta de tracción MUV.

## Publicaciones
- «TM-35 su ORDATA». Archivado desde el original el 29 de septiembre de 2011. Consultado el 31 de agosto de 2020.

- Datos: Q2499101